# Блонє (станція)
Блонє (пол. Błonie) — залізнична станція на лінії Варшава — Кутно — Познань, розташована в місті Блоне, Мазовецьке воєводство, Польща. Збудована 1902 року разом із залізницею Kolej Warszawsko-Kaliska.
Електрифіковано 1952 року (ділянка до Варшави).